# Лисбон (тауншип, Миннесота)
Лисбон (англ. Lisbon) — тауншип в округе Йеллоу-Медисин, Миннесота, США. На 2000 год его население составило 217 человек.

## География
По данным Бюро переписи населения США площадь тауншипа составляет 92,5 км², из которых 92,5 км² занимает суша, а 0,1 км² — вода (0,08 %).

## Демография
По данным переписи населения 2000 года здесь находились 217 человек, 82 домохозяйства и 61 семья.  Плотность населения —  2,3 чел./км².  На территории тауншипа расположено 84 постройки со средней плотностью 0,9 построек на один квадратный километр. Расовый состав населения: 100,00 % белых.
Из 82 домохозяйств в 34,1 % воспитывались дети до 18 лет, в 68,3 % проживали супружеские пары, в 1,2 % проживали незамужние женщины и в 25,6 % домохозяйств проживали несемейные люди. 24,4 % домохозяйств состояли из одного человека, при том 6,1 % из — одиноких пожилых людей старше 65 лет. Средний размер домохозяйства — 2,65, а семьи — 3,20 человека.
30,0 % населения — младше 18 лет, 4,6 % — в возрасте от 18 до 24 лет, 27,2 % — от 25 до 44, 27,2 % — от 45 до 64, и 11,1 % — старше 65 лет. Средний возраст — 37 лет. На каждые 100 женщин приходилось 130,9 мужчин.  На каждые 100 женщин старше 18 приходилось 137,5 мужчин.
Средний годовой доход домохозяйства составлял 33 500 долларов, а средний годовой доход семьи —  40 000 долларов. Средний доход мужчин —  27 813  долларов, в то время как у женщин — 23 125. Доход на душу населения составил 15 221 доллар. За чертой бедности находились 3,4 % семей и 8,5 % всего населения тауншипа, из которых 12,9 % старше 65 лет.